# Chapultepec Uno
Chapultepec Uno, precedentemente Punto Chapultepec, è un grattacielo di Città del Messico all'angolo tra Paseo de la Reforma e Río Ródano, immediatamente a ovest di Torre Mayor. L'edificio è il terzo edificio più alto di Città del Messico ed è alto 241 metri, disposti su 58 piani. Parte della torre sarà occupata da The Ritz Carlton Mexico City che dovrebbe aprire i primi uffici alla fine del 2019.

## Storia

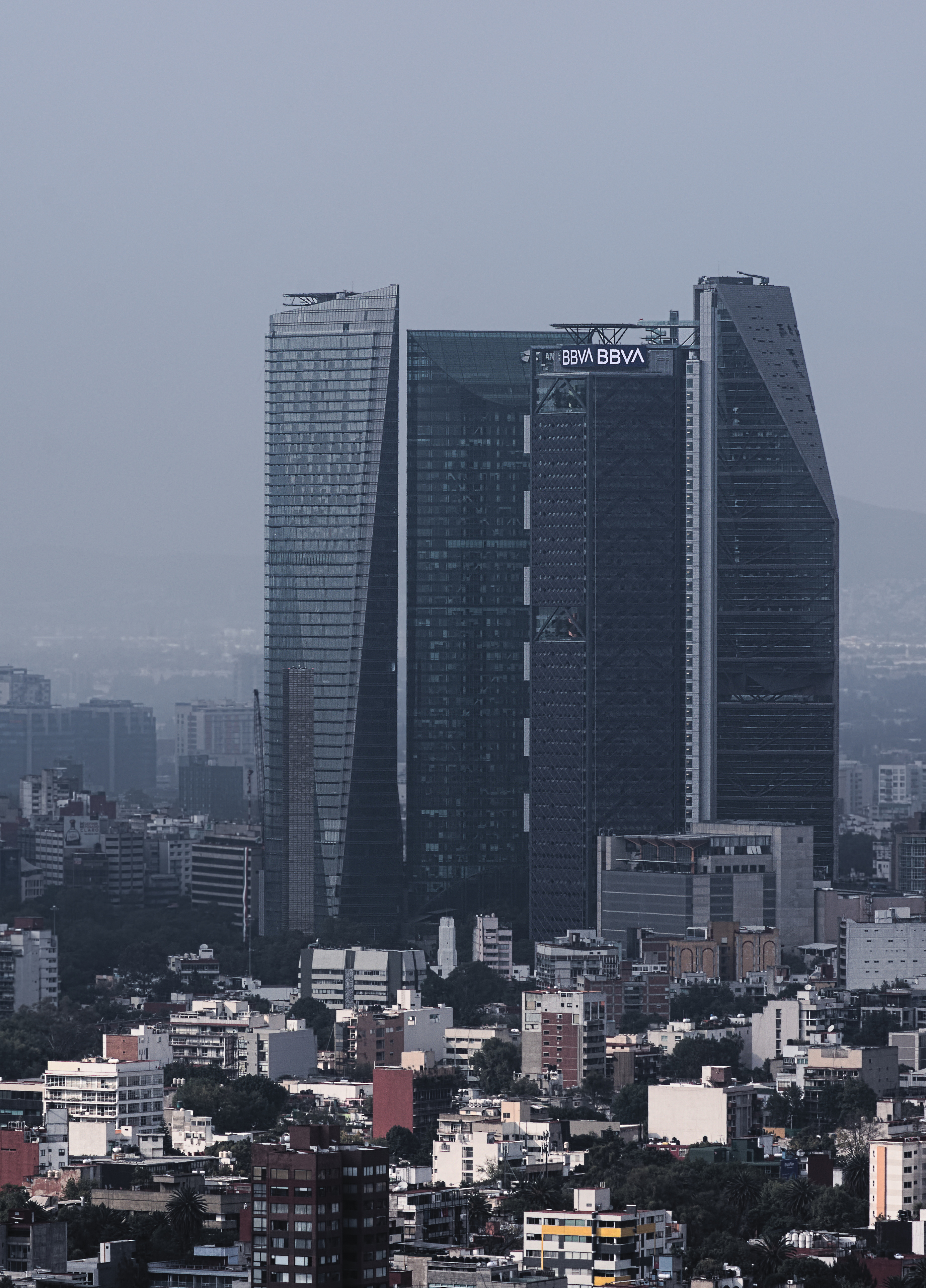
Il complesso delle "Reforma Towers". Chapultepec Uno è l'edificio più a sinistra

Nel 2005 ci fu un progetto di ristrutturazione delle torri esistenti sul lotto, Torre Reforma 509 e Torre Reforma 506, ma esso non ebbe successo. Nel 2009, Serrano Arquitectos progettò di costruire un grattacielo di 303 metri e 69 piani, ma nel 2010 il progetto fu annullato a favore di una torre più corta.

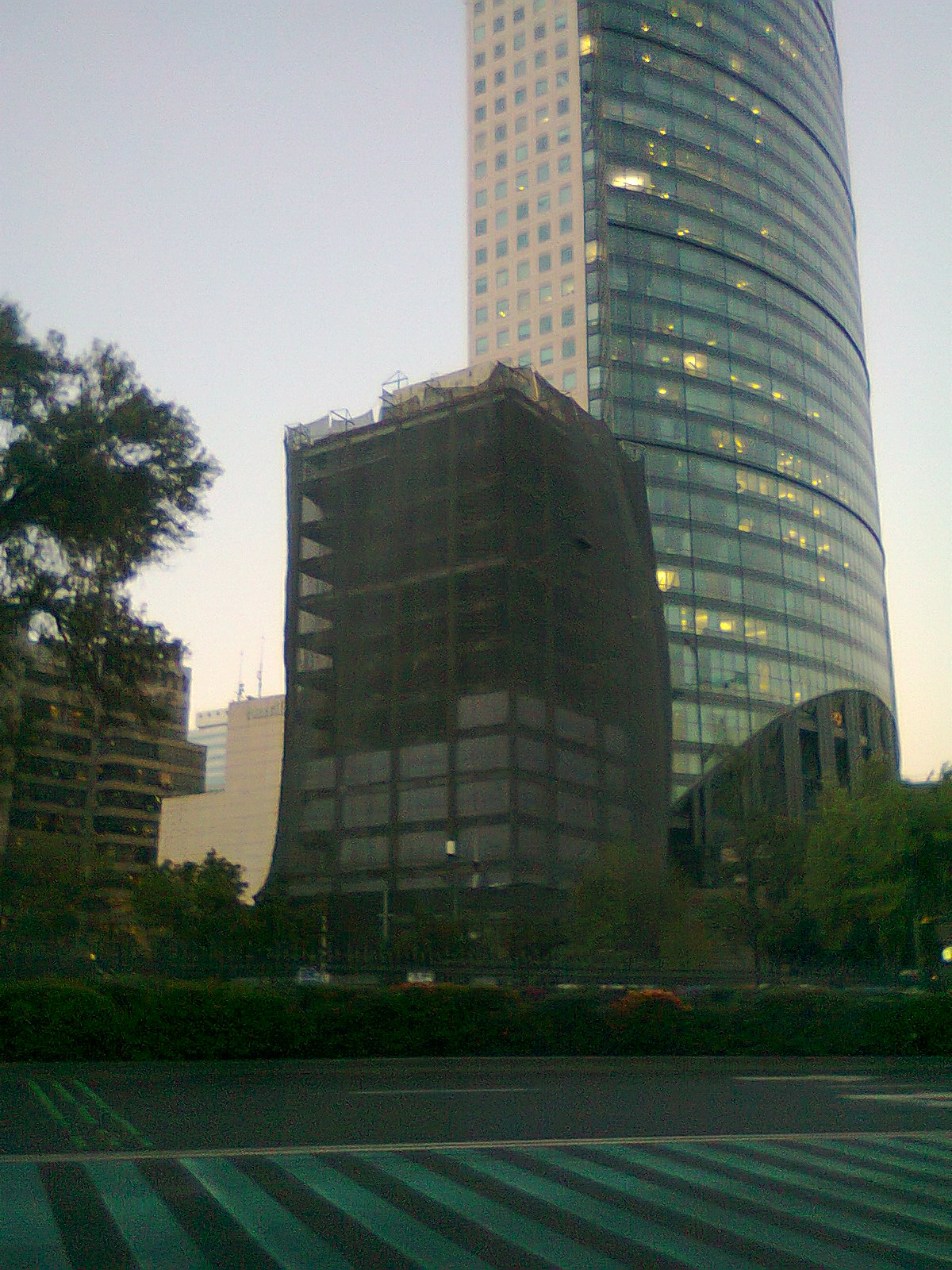
Torre Reforma 509, che precedentemente occupava il lotto, nel dicembre 2012